# Arthur Mole

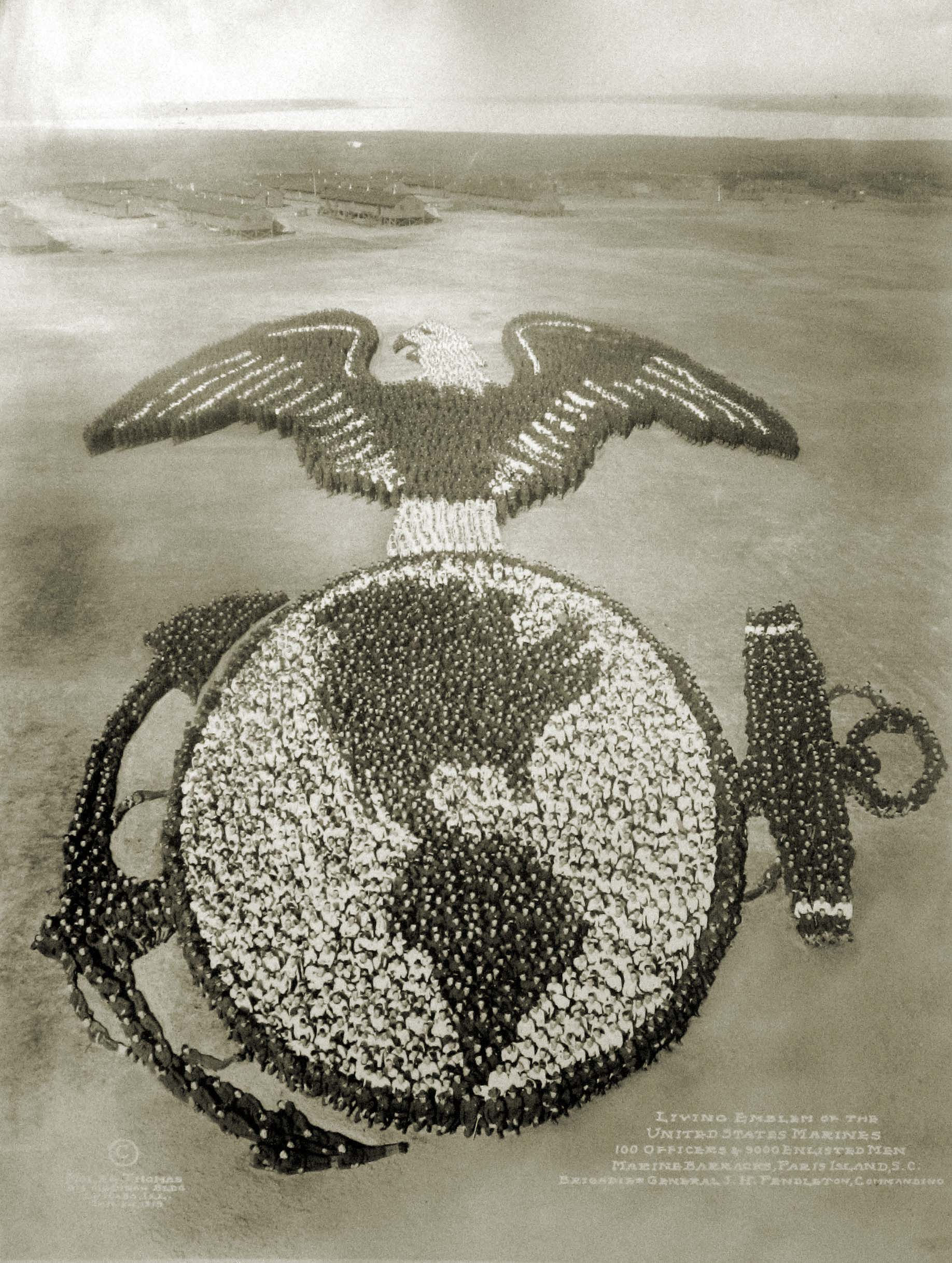
"Emblema Vivo dos Fuzileiros Navais dos Estados Unidos". Mole & Thomas, 1919

Arthur Samuel Mole (Leida, 7 de janeiro de 1889 – Fort Lauderdale, 14 de agosto de 1983) foi um fotógrafo comercial americano naturalizado britânico. Ele ficou famoso por uma série de "fotografias vivas" feitas durante a Primeira Guerra Mundial, nas quais dezenas de milhares de soldados, reservistas e outros membros das forças armadas foram organizados para formar composições maciças. Embora vistas do chão ou diretamente de cima, essas massas de homens parecessem sem sentido, quando vistas do topo de uma torre de observação de 80 pés, elas claramente pareciam ser várias formas patrióticas (via anamorfose). A chave era fotografar as pessoas de um lugar onde as linhas de perspectiva se resolveriam em imagens inteligíveis. Seu parceiro nessa empreitada foi John D. Thomas.

## Fotografias vivas
Mole imigrou para os Estados Unidos com sua família em 1903, quando tinha 14 anos. Ele trabalhou como fotógrafo comercial em Zion, Illinois, ao norte de Chicago. Durante a Primeira Guerra Mundial, ele viajou para vários campos do Exército, Fuzileiros Navais e Marinha para executar suas composições maciças. Ele é considerado um pioneiro no campo da fotografia de grupo realizada. A execução de fotografias usando números tão grandes e contando com linhas de perspectiva que se estendem por mais de cem metros exigiu uma semana de preparação e depois horas para realmente posicionar as formações. Mole ficava em sua torre de observação e gritava em um megafone ou usava um longo mastro com uma bandeira branca para colocar as dezenas de milhares de soldados em posição.
Dez imagens são mais famosas deste período. Eles incluem imagens de Woodrow Wilson, o Sino da Liberdade, a Estátua da Liberdade, a Águia Americana, bem como emblemas da YMCA e das bandeiras dos Aliados. The Human U.S. Shield exigiu a colocação de trinta mil pessoas; The Liberty Bell, 25 mil.
O trabalho de Mole é apresentado nas coleções da Sociedade Histórica de Chicago, do Museu Metropolitano de Arte, do Museu São Francisco de Arte Moderna e da Biblioteca do Congresso. As fotografias foram novamente apresentadas ao público na edição de julho de 2007 da Martha Stewart Living. Oito das imagens são exibidas em um artigo de destaque.

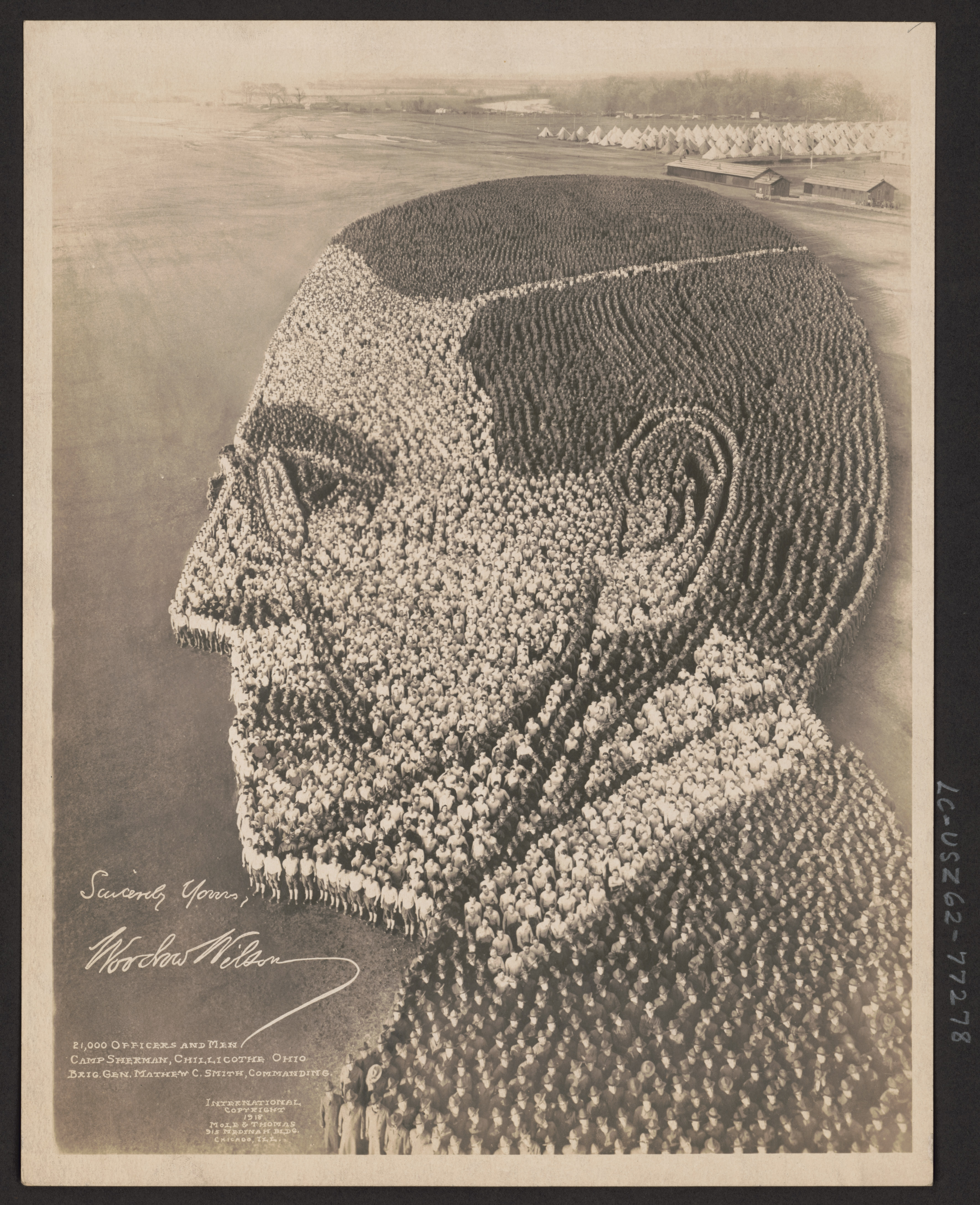
"Woodrow Wilson", 21 mil pessoas
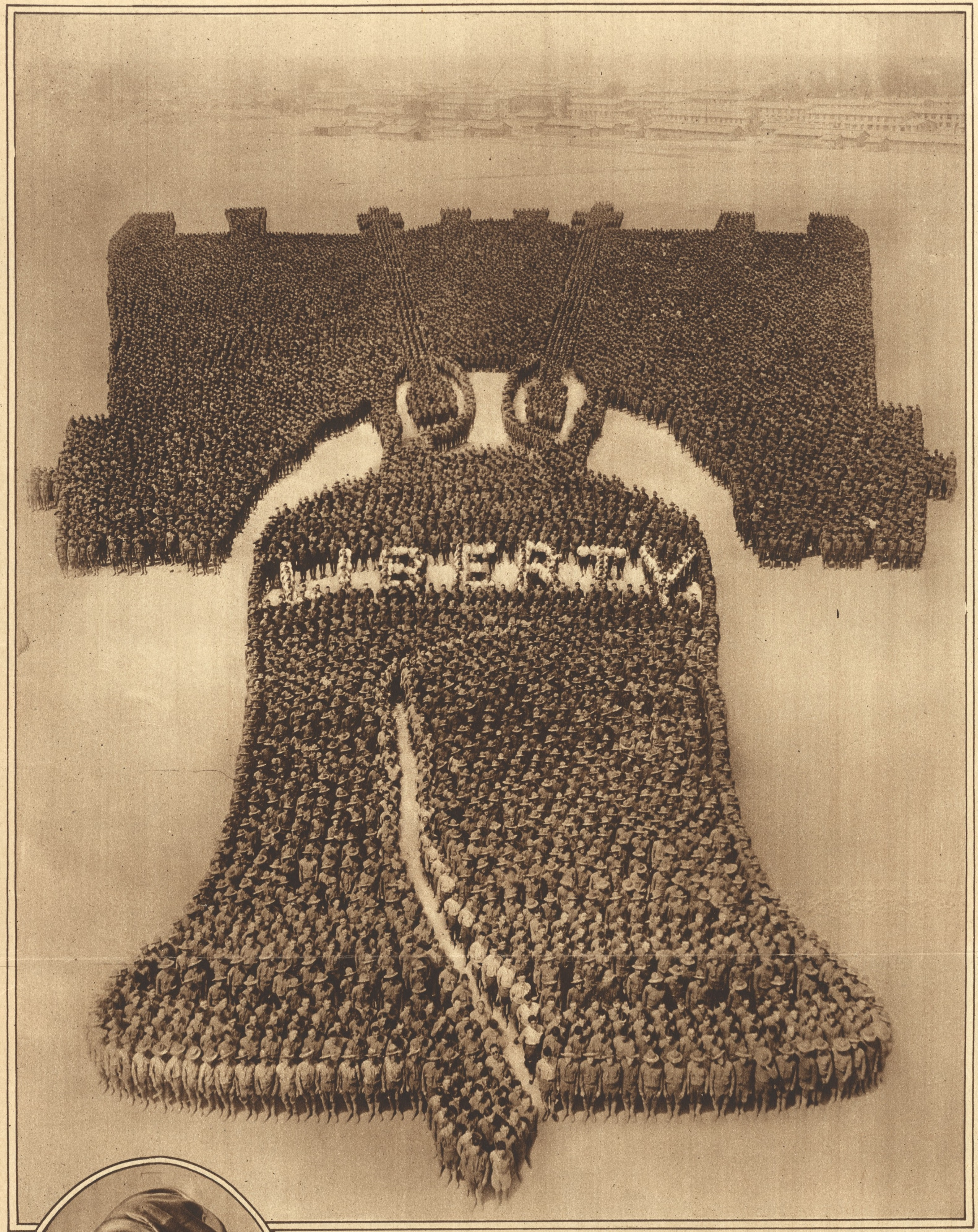
"O Sino da Liberdade Humano", 25 mil pessoas
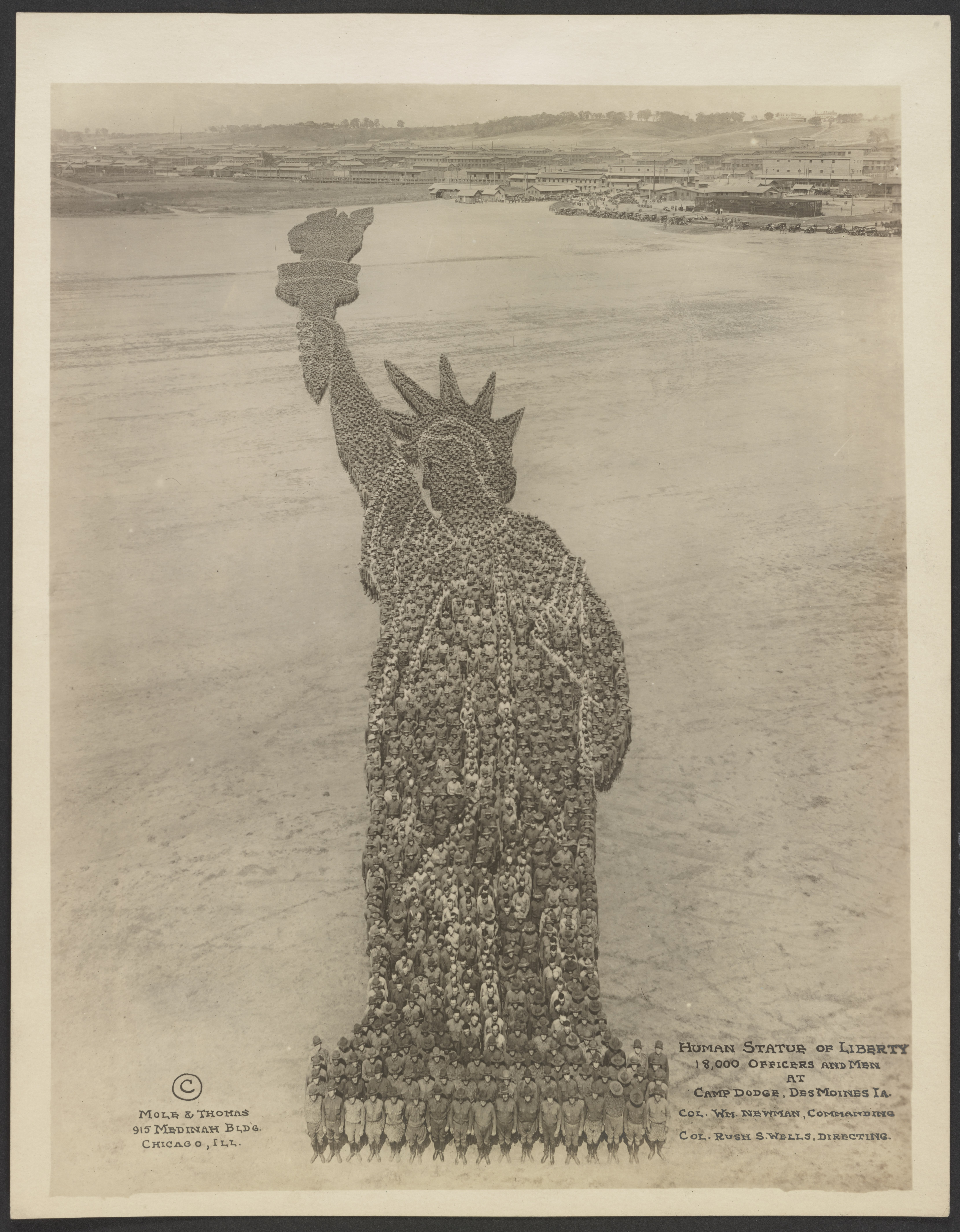
"A Estátua da Liberdade Humana", 18 mil pessoas
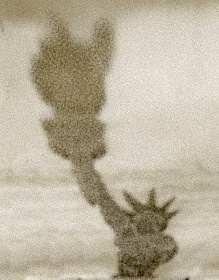
Aproximação de "A Estátua da Liberdade Humana" diretamente de cima
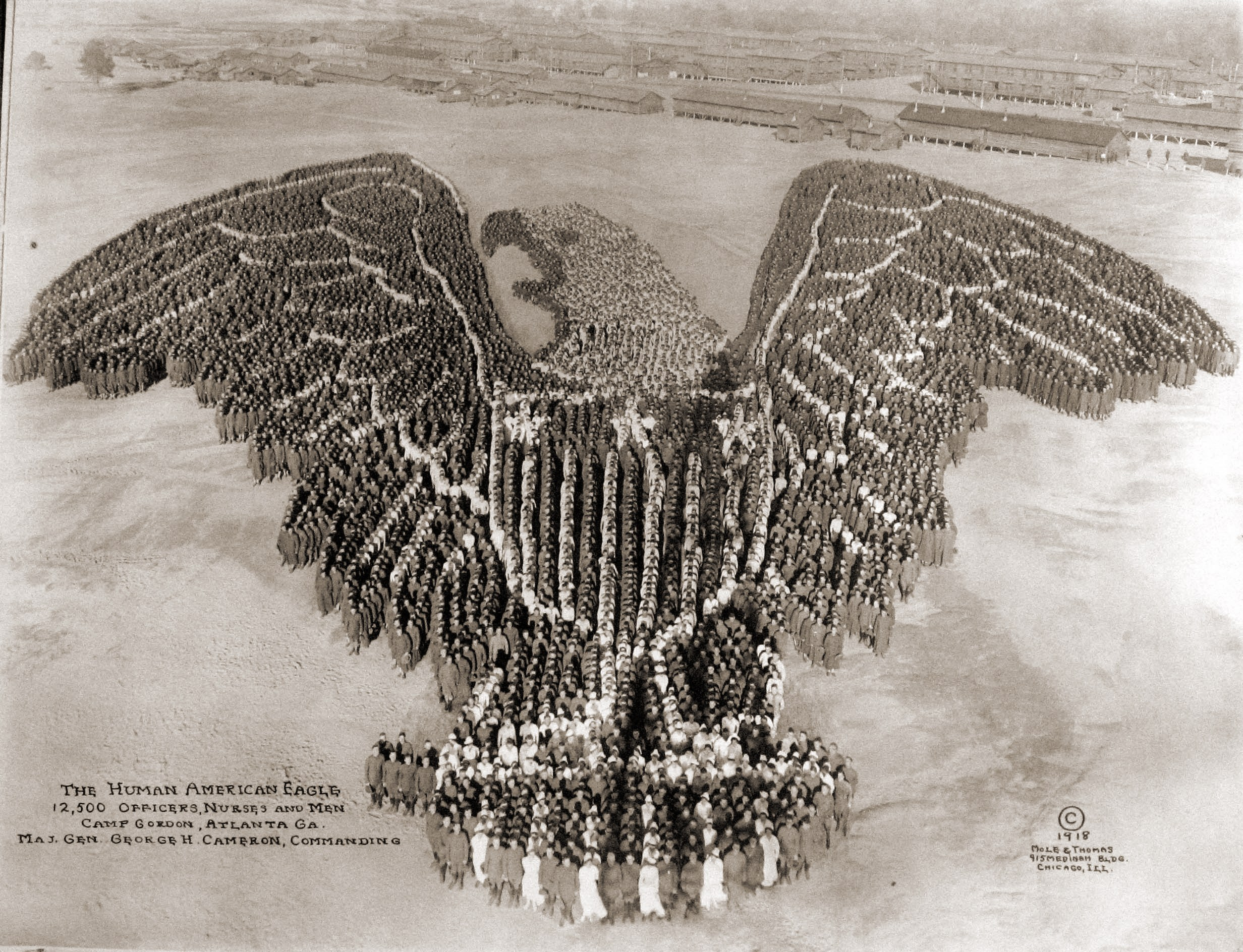
"A Águia Americana Humana", 12.500 pessoas
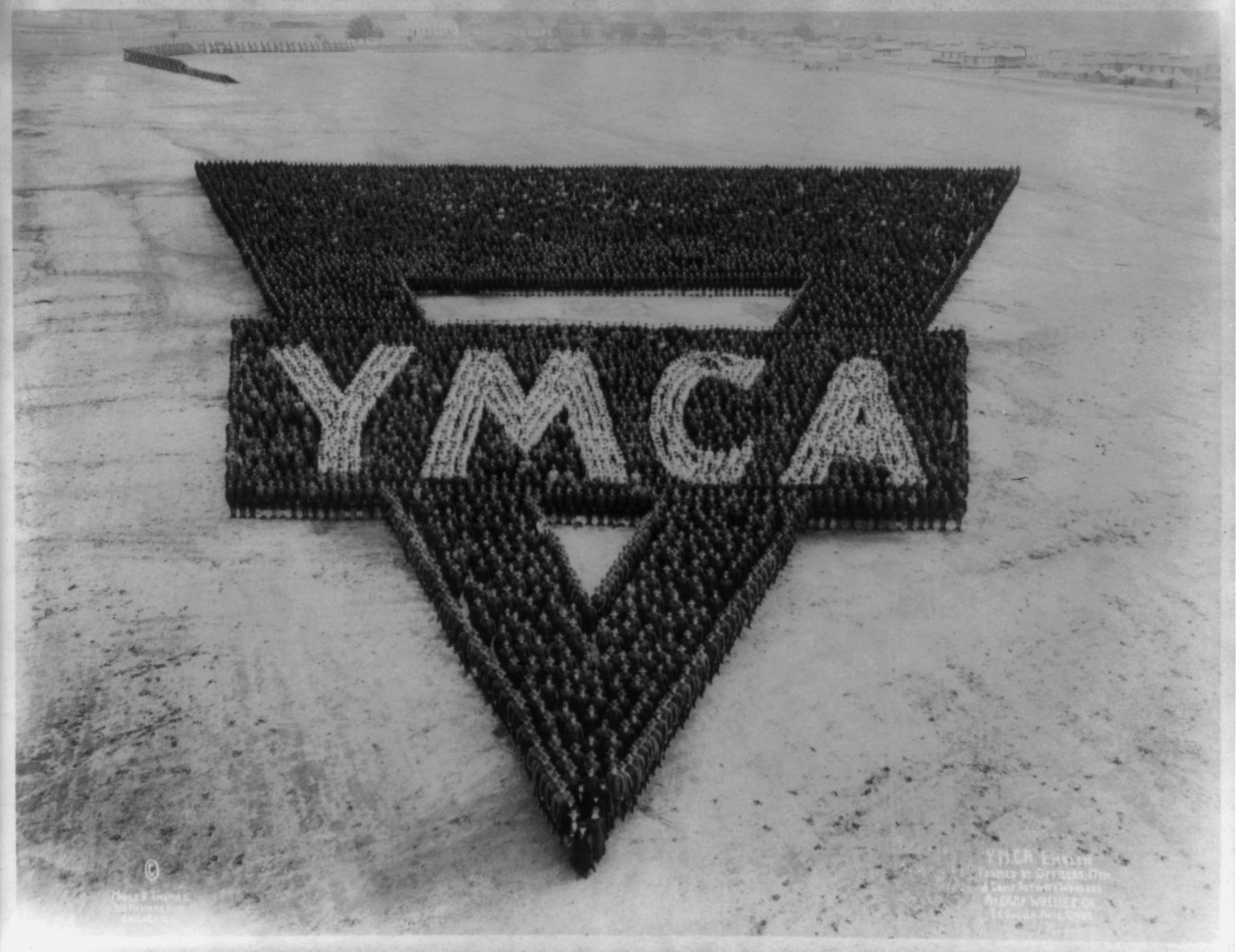
Emblema da ACM
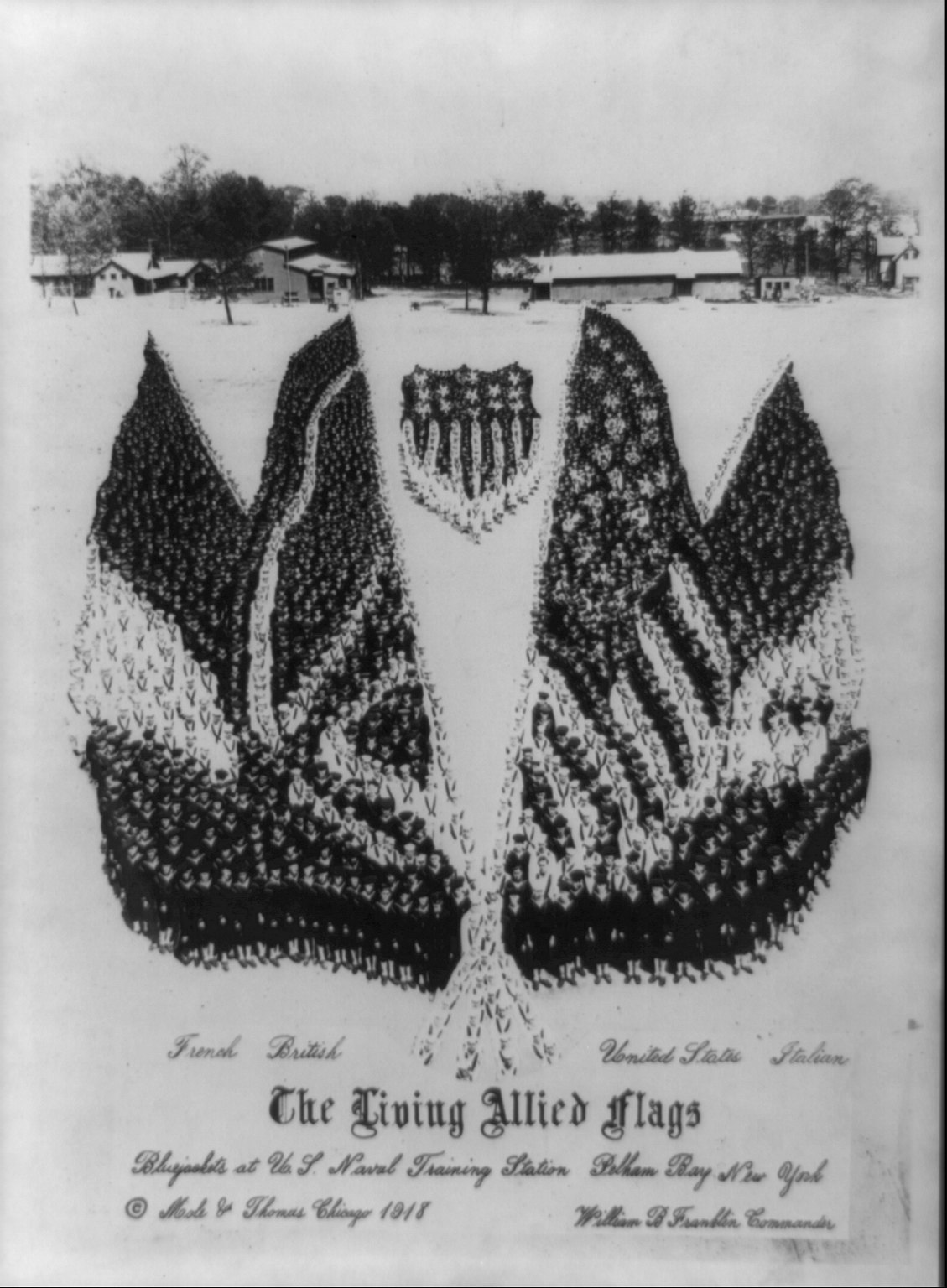
"As Bandeiras Aliadas Vivas"
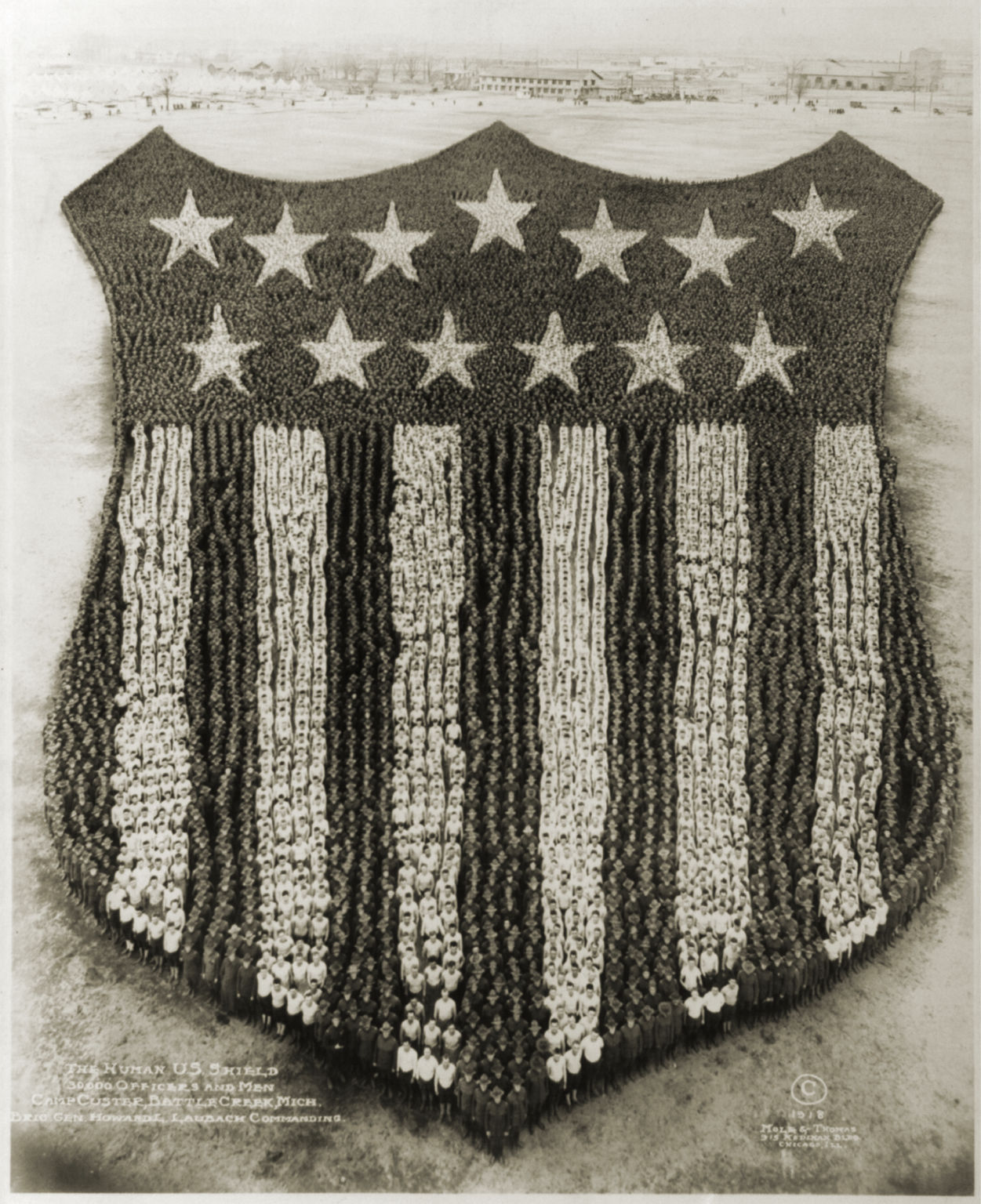
"O Escudo dos EUA Humano", 30 mil pessoas

## Exemplos modernos
Sua técnica vive em um contexto de relações públicas militares contemporâneas.

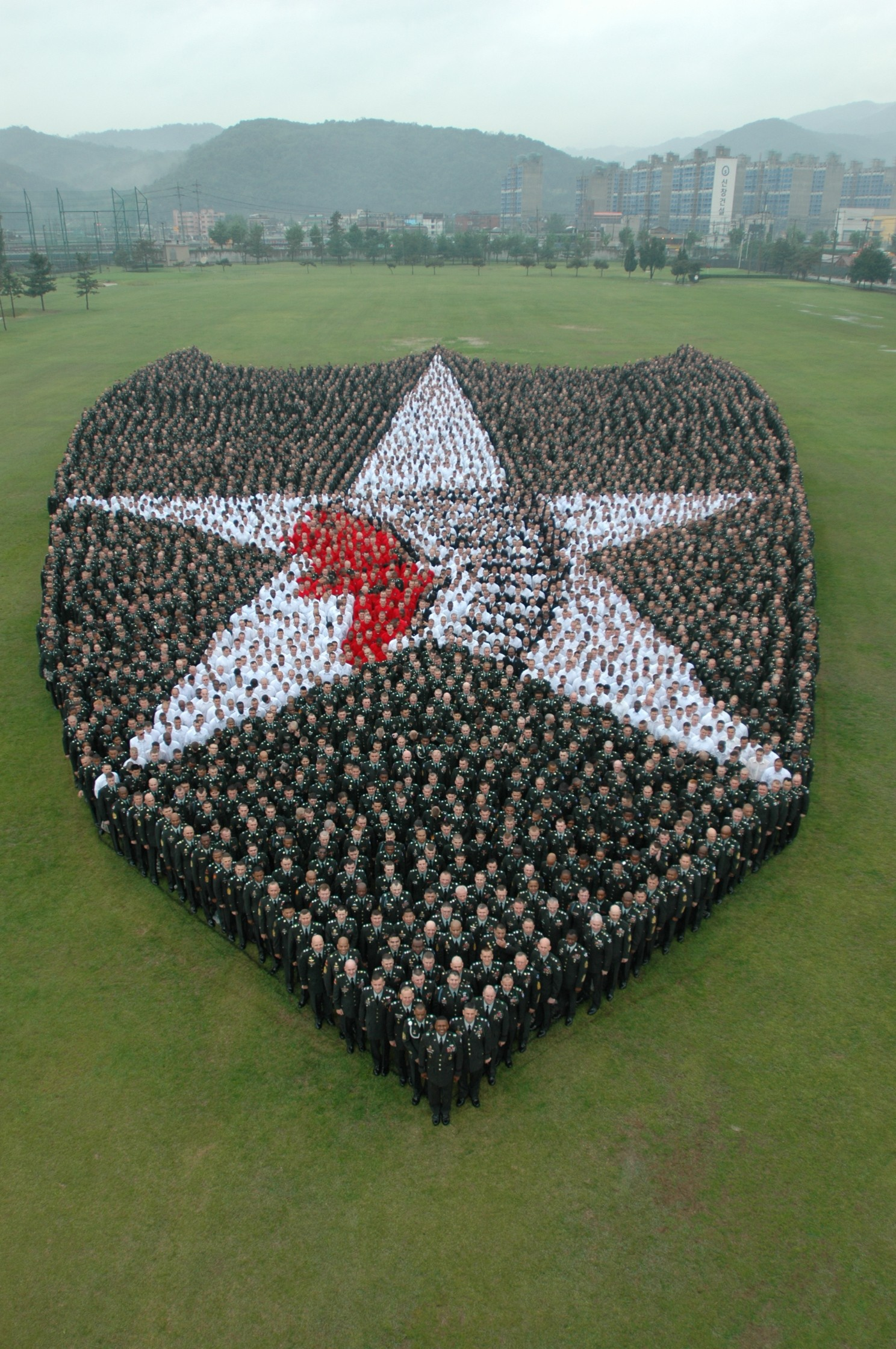
Aproximadamente cinco mil soldados da 2.ª Divisão de Infantaria criam uma versão humana do distintivo Indianhead patch da divisão no Indianhead Stage Field em Camp Casey, Coréia, 2009
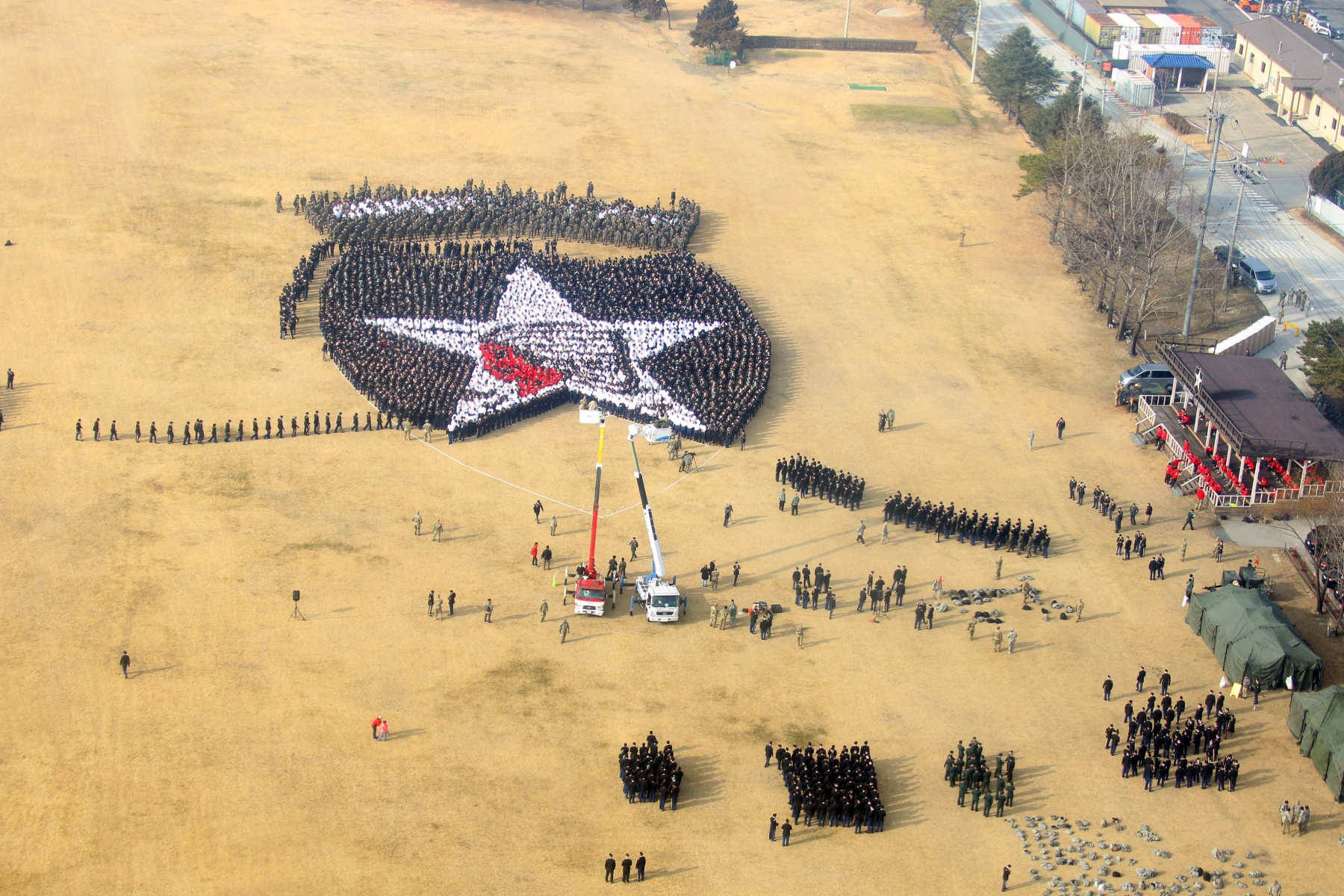
Organizando a construção de uma imagem viva, 2.ª Divisão de Infantaria, 2016